# Daily Planet
Il Daily Planet (in origine Daily Star) è una testata giornalistica immaginaria, appartenente all'ambientazione dei fumetti statunitensi di Superman.

## Descrizione

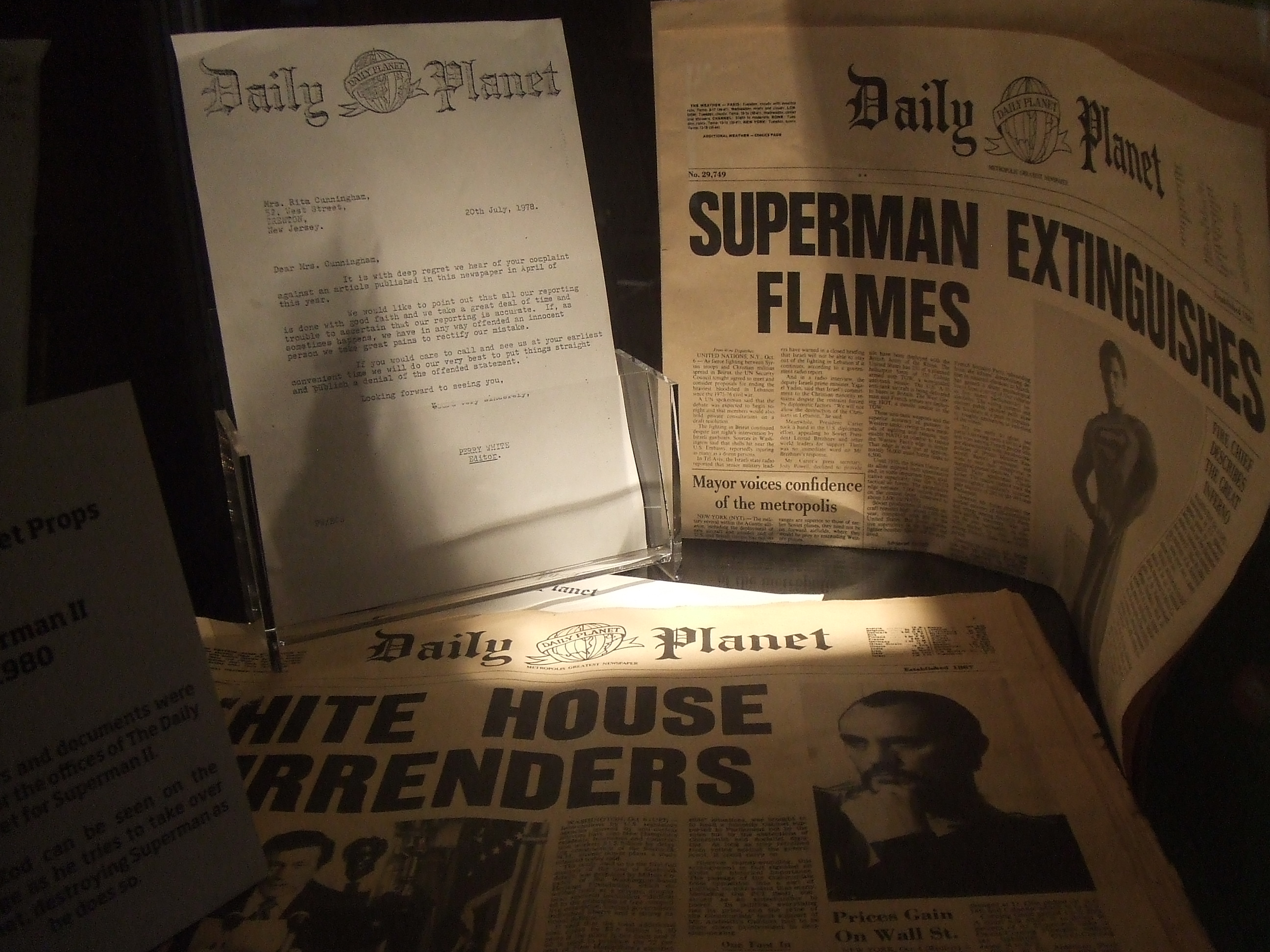
Il quotidiano Daily Planet della serie di film di Superman esposto al London Film Museum

È il più importante quotidiano cittadino di Metropolis, diretto da Perry White, dove lavorano Clark Kent, Lois Lane e Jimmy Olsen. Da sempre emblema di un giornalismo serio, onesto e idealista, è al centro di grossi affari legati alla compravendita da parte di grandi miliardari, primo fra tutti Lex Luthor.
Il periodico, nato in origine come Daily Star nei fumetti di Superman pubblicati dalla DC Comics tra il 1938 e il 1986, nella primavera del 1940, su ordine di un editore di New York, dovette cambiar nome ed assunse la nuova denominazione Daily Planet. La testata giornalistica trae ispirazione dal quotidiano canadese Toronto Daily Star pubblicato a Toronto in Ontario e divenuto in seguito Toronto Star.
Vi lavorano diversi comprimari dell'universo immaginario:
- Catherine Jane "Cat" Grant (redattrice e editorialista di cronaca rosa e gossip)
- Clark Joseph Kent (reporter)
- Lois Lane (reporter)
- Lana Lang (redattore e editorialista economico-finanziario)
- Steven "Steve" Lombard (redattore e editorialista sportivo)
- James Bartholomew "Jimmy" Olsen (fotoreporter)
- Ronald "Ron" Troupe (redattore e editorialista politico)

## Galleria d'immagini

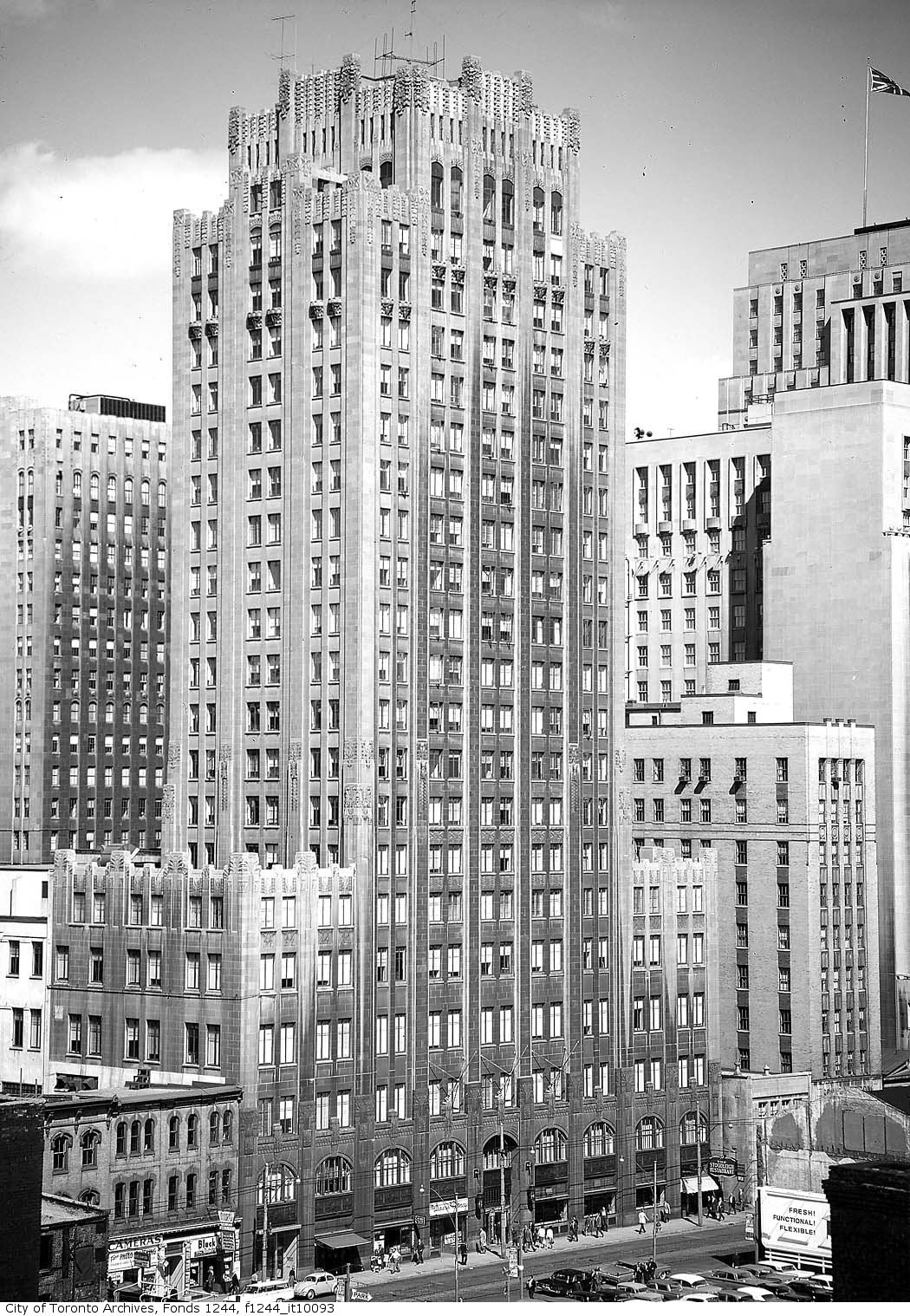
Old Toronto Star Building: sede del quotidiano Toronto Star dal 1929 al 1970; servì da modello a Joe Shuster per l'edificio del Daily Planet. Venne demolito nel 1972 per far posto al First Canadian Place.
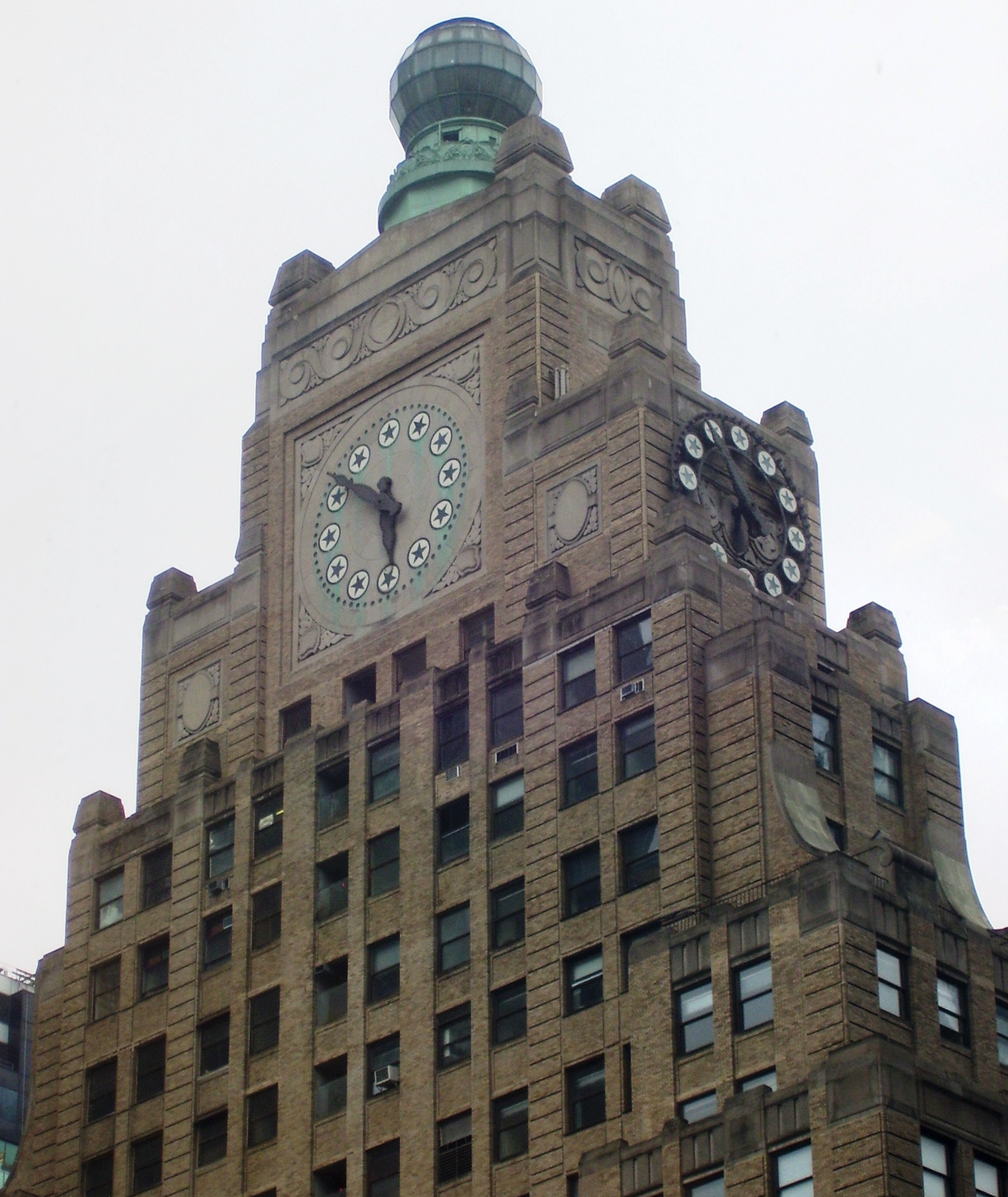
L'edificio Summit 1501 Broadway, noto in precedenza come Paramount Building; considerato uno dei prototipi della sede del Daily Planet.
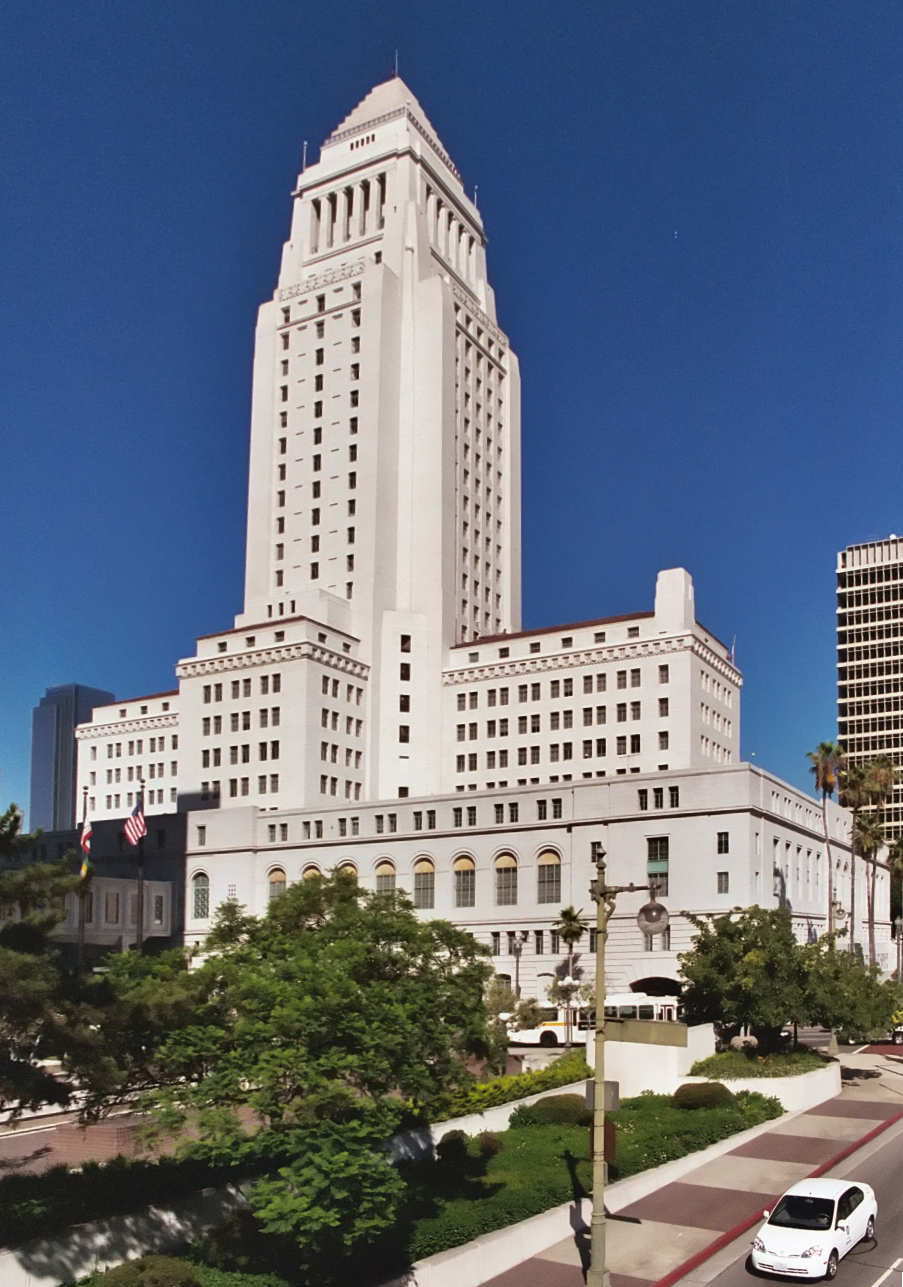
Il Los Angeles City Hall venne impiegato come sede del Daily Planet nella serie TV Adventures of Superman. L'edificio servì come modello per la sede della rivista Newstime nei fumetti di Superman.
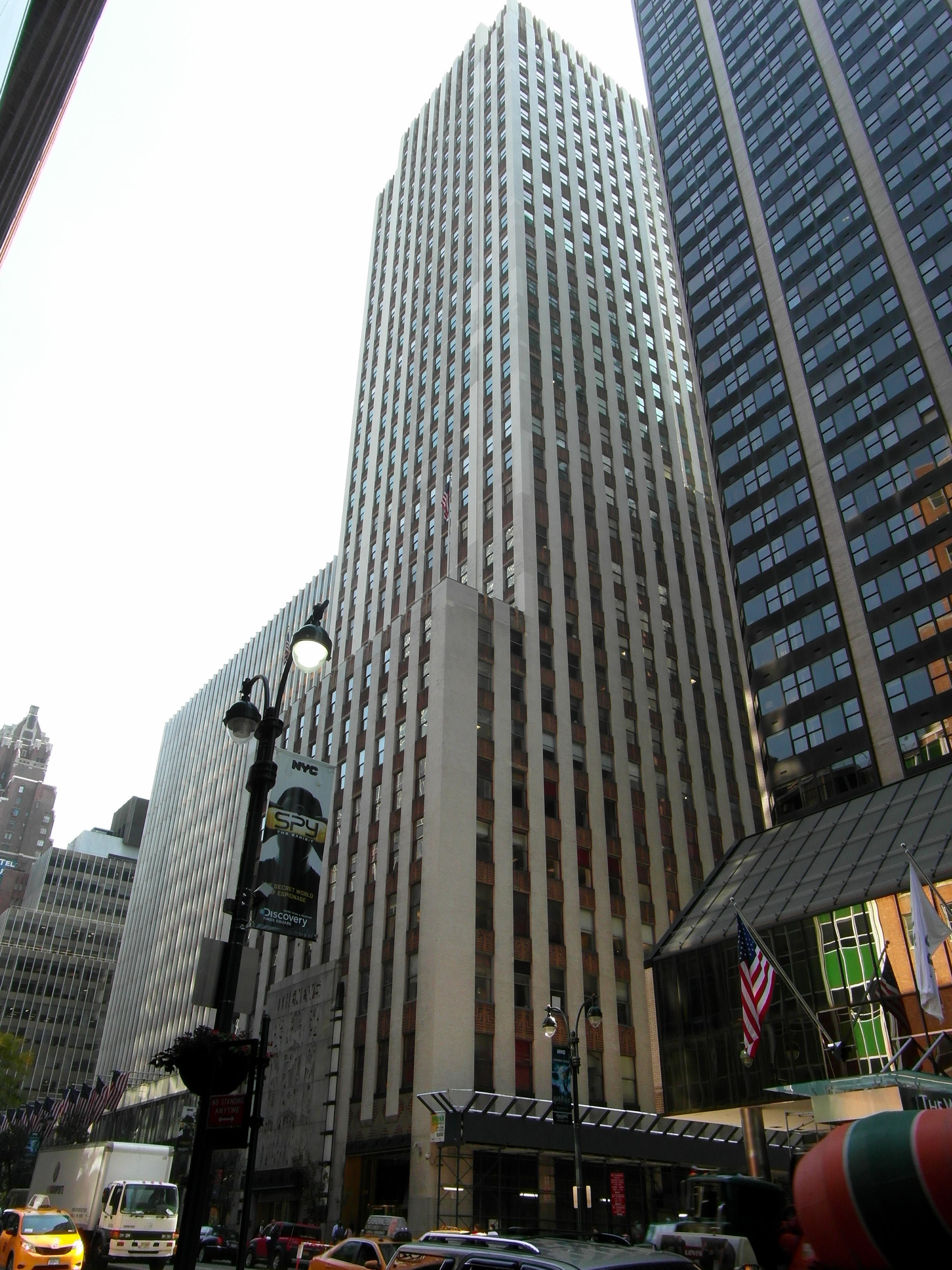
Il Daily News Building, sede del Daily News, impiegato come quartier generale del Daily Planet nel film del 1978 Superman: Il film.
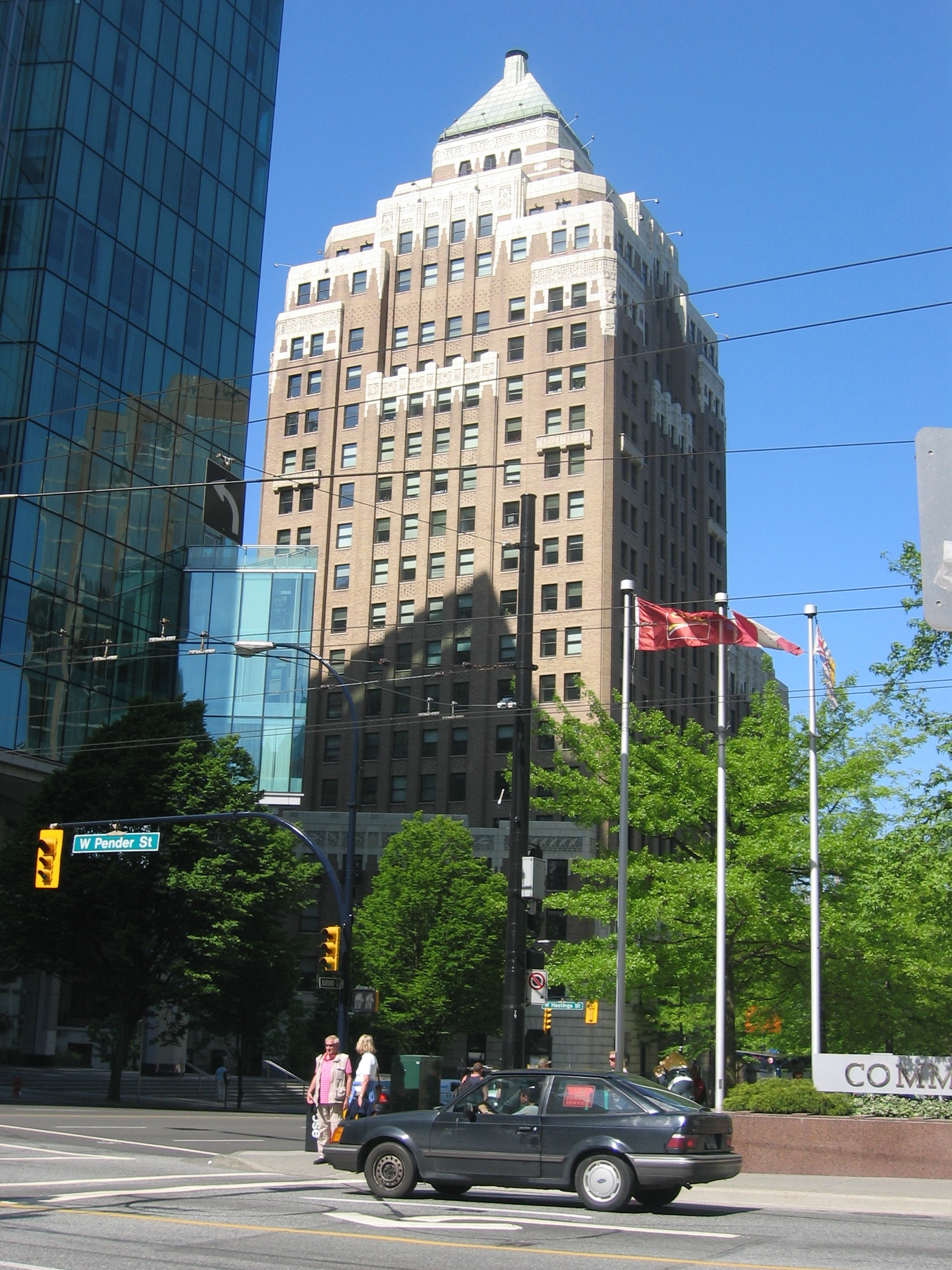
Il Marine Building di Vancouver, è stato l'edificio del Daily Planet nella serie televisiva Smallville.
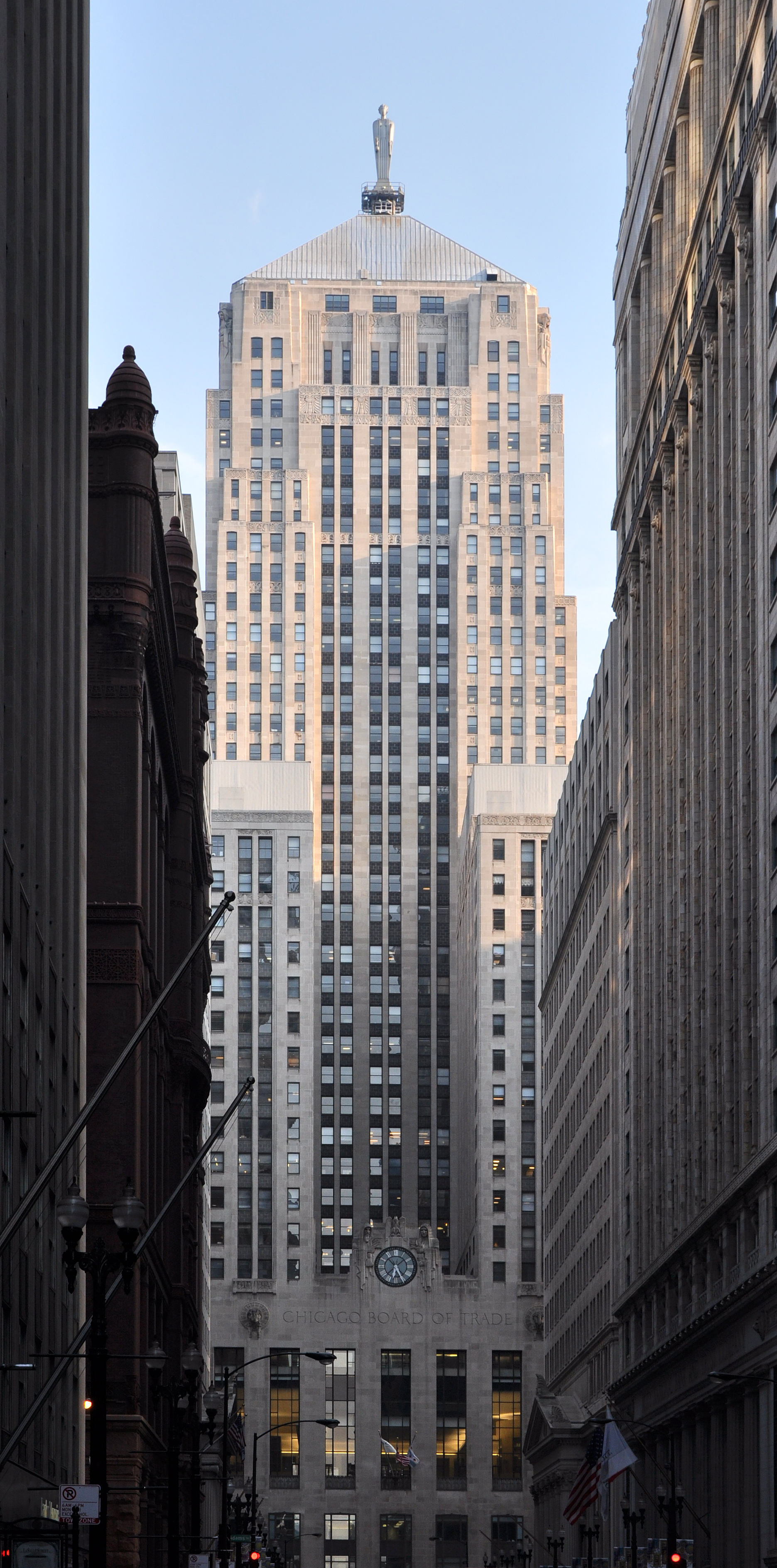
Il Chicago Board of Trade Building ha ospitato la sede del Daily Planet nel film reboot di Superman del 2013, intitolato L'uomo d'acciaio.